# Kento Masuda
Pour les articles homonymes, voir Masuda (homonymie).
Kento Masuda (増田 顕人, Masuda Kento, Son Excellence le comte Maestro Don Kento Masuda), né le 29 juin 1973 à Katori, Chiba, au Japon, est un compositeur, musicien et artiste japonais.

## Biographie

### Début de sa carrière musicale
À partir de 1990, âgé de 17 ans, Masuda a commencé à donner des représentations publiques en tant que musicien professionnel employé de Yamaha.
Pendant ce temps, Masuda a travaillé sur plusieurs projets, notamment la radio, les jeux et la télévision, à Tokyo.
En 1998, il sort son album solo, intitulé Myojyow.
En 1999, il sort son album Memories.

### Les années 2000
Son sixième album, Hands, sort en 2003.

### Les années 2010

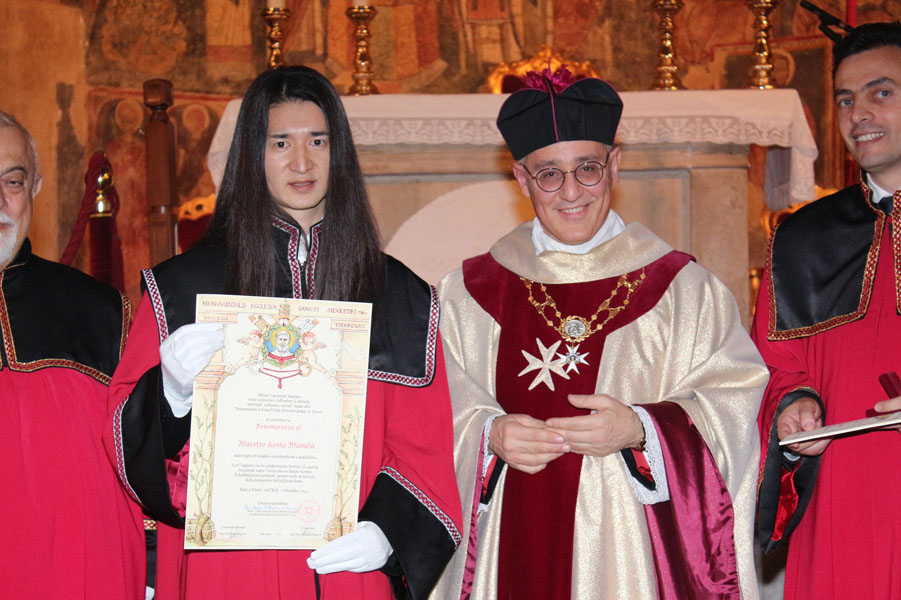
Kento Masuda avec Monseigneur Luigi Francesco Can. Casolini de Sersale

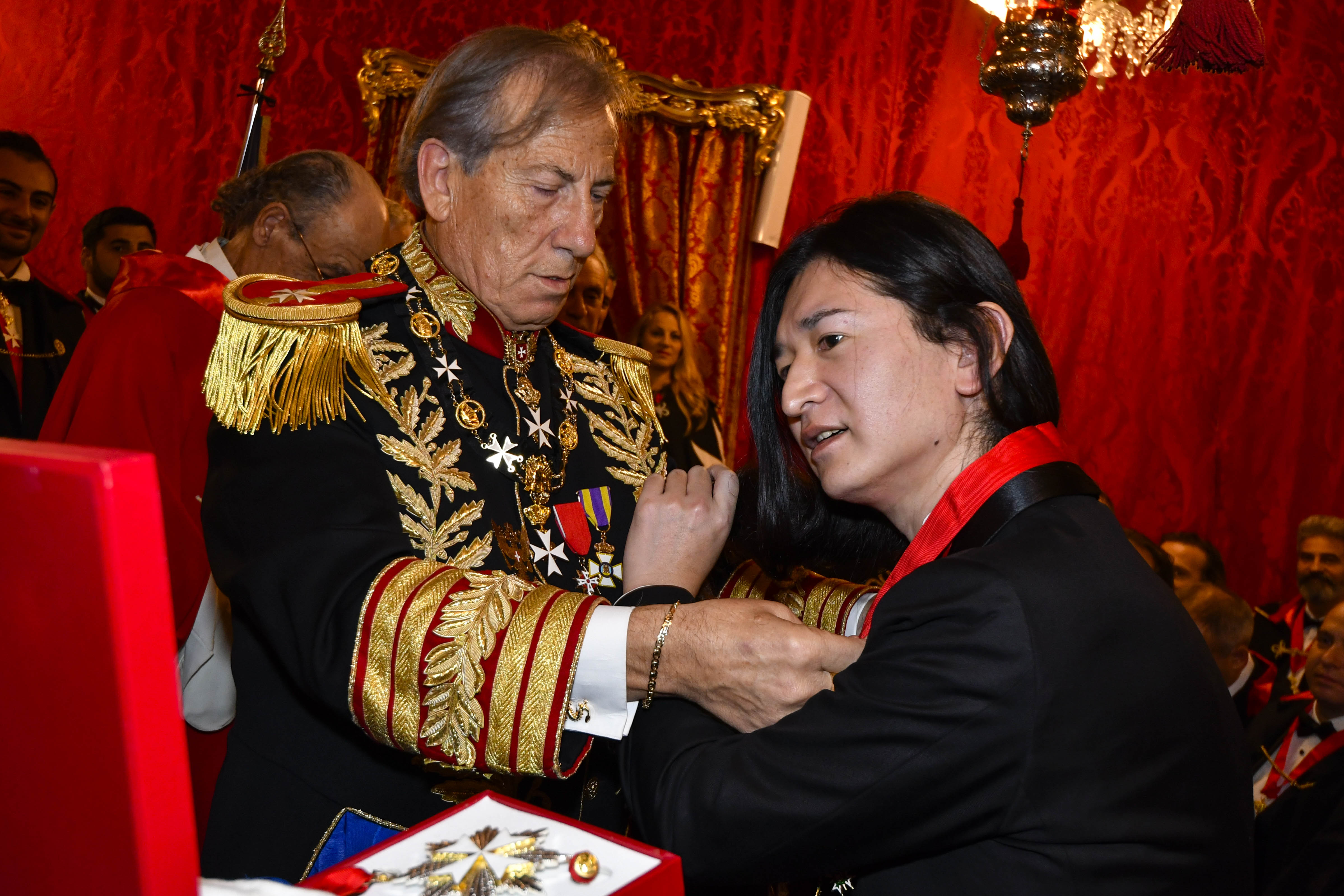
Kento Masuda avec S.A.S. Prince Don Basilio Cali Rurikovich

Le huitième album de Masuda, Light Speed+, sort en 2010.
En 2012, Masuda sort son album Little Tokyo Poetry et All in the Silence.
Il compose la musique du film Godsend Rondo.
Le 16 avril 2014 Kento Masuda sort son dixième album Loved One.
Le 5 juillet 2017, Kento Masuda a reçu le Prix Musique, performance et humanitaire du Prix international Artisan World Festival Peace International Award de la princesse Angelique Monét de l'Organisation des Nations unies (World Peace & Tolerance Summit & Concert) Hamptons aux Nations unies à New York. Cette sélection est basée sur son engagement continu avec les arts de la scène et l'engagement envers des projets humanitaires qui favorisent la diversité culturelle, la préservation de la culture et la paix mondiale en plus de votre contribution innovante à la musique. Ce groupe fait partie de New Generation In Action, une organisation soutenue par les Nations unies avec statut consultatif spécial auprès des Nations unies pour le développement économique et social.
Le 11 mai, Kento Masuda s'est produit lors du concert de gala des Chevaliers de Saint-Sylvestre au St. Regis Rome Grand Hotel. Masuda interprète également son modèle signature du piano KAWAI CR-1M. Ce piano rare est limité à cinq pièces et à une valeur d’un million d’euros.

### Les années 2020
En 2021, Kento Masuda a sorti son 11e album Kentoverse.
Le 25 décembre 2022, Masuda a accepté une invitation à prendre la parole lors de la cérémonie d'ouverture des nouvelles institutions publiques de la ville de Katori, au Japon. Il a donné un récital de piano solo. Le matin, après la cérémonie d'ouverture, Masuda s'est adressé aux membres de la Chambre des représentants du Japon,.

En plus d'autres collaborations et performances musicales, Kento Masuda a conclu un partenariat de collaboration avec la Fondation européenne pour le soutien de la culture en Europe. Dans le cadre de cette collaboration, il présentera une série de spectacles live mettant en vedette des compositions de ce dernier album, Kentoverse,.

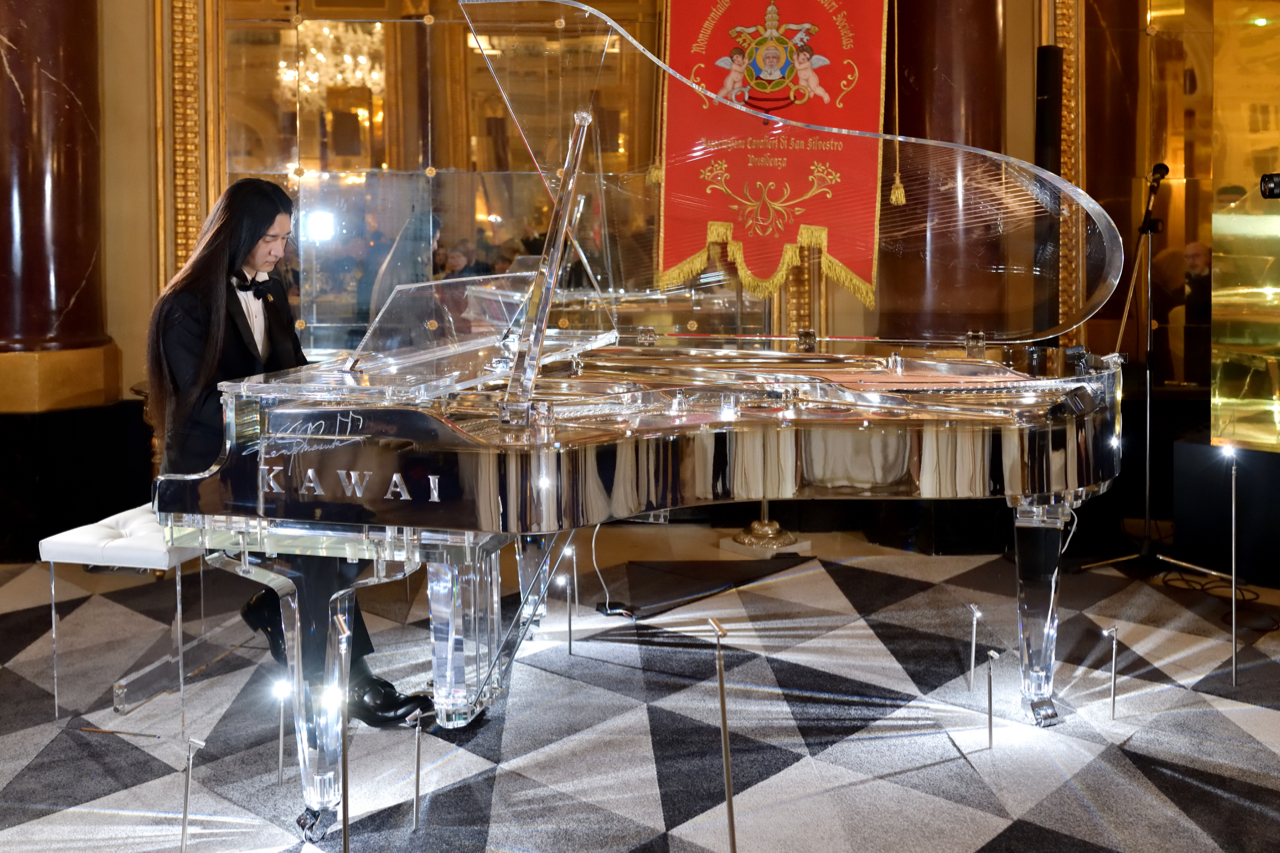
Kento Masuda interprète son modèle de piano signature KAWAI CR-1M

## Distinctions
- 2014 : Chevalier et maestro de l'ordre de Saint-Sylvestre, décerné par Mgr Luigi Casolini[17],[18]
- 2016 : Titre "Chevalier". Honoré par S.A.S. Prince Don Basilio Cali Rurikovich, décerné à l'Ordre des Chevaliers de Malte[19].
- 2016 : Titre "Chevalier Commandeur". Honoré par H.R. & I.H. Grand Prince Jorge Rurikovich, décerné à l'Ordre de la dynastie Rurik[20],[21].
- 2017 : Commandeur et baron de la Confrérie de Saint-Georges de Bourgogne,décerné par Michele Maria Biallo[22].
- 2017 : Honoré par Artisan World Festival Peace International Initiative, décerné au Music, Performance & Humanitarian Award.
- 2018 : Chevalier de l'ordre souverain militaire et hospitalier de Saint-Jean de Jérusalem, de Rhodes et de Malte, décerné par Basilio Cali[19].
- 2018 : Grand-croix de l'Ordre du mérite de l'éducation et de l'intégration décerné par le gouvernement brésilien[23].
- 2019 : Earl de l'ordre de la Riourikides, décerné par le Grand prince Hans Máximo Cabrera Lochaber Rurikovich[24],[25]
- 2019 : Titre "Commandant". Honoré par l'Institution héraldique souveraine, décerné à l'Ordre universel de la paix héraldique brésilien[26].

## Discographie

### Albums studio

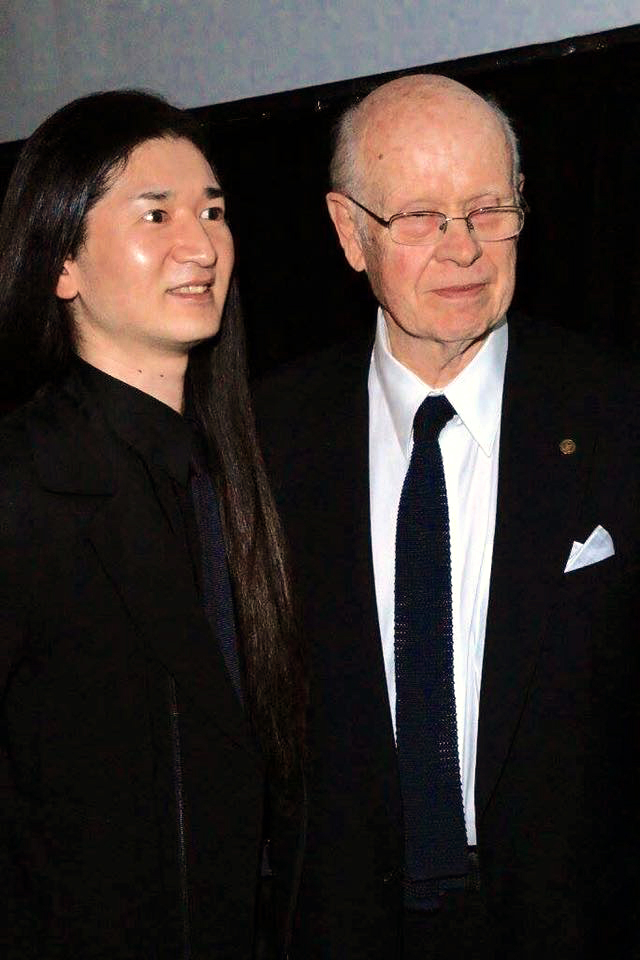
Kento Masuda avec Claes Nobel

| Titre              | Date de sortie    |
| Wheel of Fortune   | 24 décembre 1992  |
| Fouren             | 14 février 1995   |
| Myojyow            | 19 juin 1998      |
| Memories           | 26 octobre 1999   |
| Music Magic        | 18 octobre 2000   |
| Hands              | 26 août 2003      |
| GlobeSounds        | 13 juin 2006      |
| Light Speed+       | 11 septembre 2010 |
| All in the Silence | 26 septembre 2012 |
| Loved One          | 16 avril 2014     |
| Kentoverse         | 21 décembre 2021  |

### Film de musique
| Titre         | Date de sortie   |
| Godsend Rondo | 11 novembre 2011 |

## Livre de piano
| N° | Titre                                      | Date de sortie    |
| 1  | Hands : solo piano[réf. nécessaire]        | 2003              |
| 2  | All in the Silence (2012)[réf. nécessaire] | 26 septembre 2012 |

## Récompenses et nominations
| Année | Récompenses                                | Travail nommé       | Catégorie                             | Résultat   |
| ----- | ------------------------------------------ | ------------------- | ------------------------------------- | ---------- |
| 2010  | 2003 International Songwriting Competition | Tree                | Instrumentale                         | Lauréat    |
| 2012  | 2003 International Songwriting Competition | Externalnet         | Instrumentale                         | Nomination |
| 2012  | 2003 International Songwriting Competition | Tree                | Instrumentale                         | Lauréat    |
| 2013  | 2003 International Songwriting Competition | Tree                | Instrumentale                         | Nomination |
| 2014  | 2003 International Songwriting Competition | Oath Path           | Instrumentale                         | Lauréat    |
| 2014  | 2003 International Songwriting Competition | Addicted            | Instrumentale                         | Nomination |
| 2014  | 2003 International Songwriting Competition | Tree                | Instrumentale                         | Nomination |
| 2015  | Hollywood Music in Media Awards            | Tree                | World                                 | Nomination |
| 2015  | Global Music Awards                        | Addicted            | Composition                           | Lauréat    |
| 2015  | Global Music Awards                        | Loved One           | Album                                 | Lauréat    |
| 2016  | American Songwriting Awards                | Oath Path           | Instrumental                          | Nomination |
| 2016  | American Songwriting Awards                | Tree                | World                                 | Nomination |
| 2016  | Hollywood Music in Media Awards            | Addicted            | Jazz                                  | Nomination |
| 2016  | Akademia Music Awards                      | Loved One           | Instrumental                          | Lauréat    |
| 2017  | Accolade Global Film Competition           | Godsend Rondo       | Arts / Cultural / Performance / Plays | Lauréat    |
| 2017  | Best Shorts Competition                    | Godsend Rond        | Arts / Cultural / Performance / Plays | Lauréat    |
| 2017  | Los Angeles Film Awards                    | Godsend Rondo       | Music Video                           | Lauréat    |
| 2017  | Festigious International Film Festival     | Godsend Rondo       | Music Video                           | Lauréat    |
| 2017  | Top Shorts Film Festival                   | Godsend Rondo       | Music Video                           | Lauréat    |
| 2017  | New York Film Awards                       | Godsend Rondo       | Music Video                           | Lauréat    |
| 2017  | Hollywood Music in Media Awards            | Little Tokyo Poetry | Instrumental                          | Nomination |
| 2017  | Actors Awards Los Angeles                  | Godsend Rondo       | Music Video                           | Lauréat    |
| 2022  | Song of the Year                           | Addicted            | Instrumental                          | Lauréat    |

## Vie privée
Kento Masuda est marié à Ana Alina Masuda. Leur mariage officiel a eu lieu le 28 octobre 2022 au Japon. L'événement était organisé par M. Seiichi Sugasawa, l'oncle de Kento Masuda et propriétaire de Marumiya. La cérémonie de mariage aura lieu la veille de Noël 2023 à l'église Saint-François de Chiba et la réception aura lieu à l'hôtel Nikko Narita, situé près de l'aéroport international de Narita (NRT).
L'histoire d'amour de Kento Masuda et Ana Alina Masuda a commencé à l'automne 2020. Kento Masuda, réfléchissant à leur première rencontre, l'a décrit comme « une rencontre d'âmes qui se cherchaient et attendaient depuis longtemps ». Leur lien, comme il l’a précisé, est enraciné dans « la parenté et l’empathie ressenties par les fils minces de l’âme ».
Leur histoire a pris une importance particulière au milieu de la pandémie mondiale de COVID-19, le couple décrivant leur relation comme « une vie virtuelle ensemble qui a traversé la distance géographique entre le Japon et l'Europe ». Alors que les frontières internationales commençaient à rouvrir, Ana Alina Masuda a pris le premier vol international entre l’Europe et le Japon. Six jours seulement après son arrivée au Japon, le couple a échangé ses vœux, réaffirmant leur profond engagement l'un envers l'autre.
Conformément à la loi nationale italienne, Ana Alina Masuda a reçu le titre de Son Altesse la Comtesse Ana Alina Masuda après avoir contracté un mariage international avec Kento Masuda au Japon.